# إدي فاينبيرغ
إدي فاينبيرغ (بالإنجليزية: Eddie Feinberg)‏ هو لاعب كرة قاعدة أمريكي، ولد في 29 سبتمبر 1917 في فيلادلفيا في الولايات المتحدة، وتوفي في 20 أبريل 1986 في هوليوود في الولايات المتحدة.

## وصلات خارجية
- إدي فاينبيرغ على موقعبيزبول رفرنس.كوم (الدوري الرئيسي) (الإنجليزية)